# Nikifóros Diamandoúros
Nikifóros Diamandoúros (en grec moderne : Νικηφόρος Π. Διαμαντούρος) est un universitaire et politologue grec, né à Athènes le 25 juin 1942. Il est marié et père de deux enfants. Il a été le Médiateur européen entre 2003 et 2013.

## Biographie
Après des études en tant que boursier à l'Université de l'Indiana (B.A., 1963) puis à l'Université Columbia de New York (M.A. 1963, M.Phil. 1967, Ph.D. 1972), il enseigne aux États-Unis (SUNY Orange, 1973-77) puis en Grèce (Athens College (en), 1978-83). De retour aux États-Unis entre 1983 et 1988 pour diriger le programme Europe de l'Ouest et Moyen-Orient du Social Science Research Council (SSRC) de New York, il préside également pendant cette période l'Association pour les études grecques modernes (en) américaine (1985-88).
En 1988, il retourne en Grèce et devient professeur de sciences politiques à l'Université d'Athènes, ce qu'il restera jusqu'en 2009. En parallèle de ce poste, il est directeur de l'Institut grec des études internationales et stratégiques (1988-91), président du Centre national en recherche sociale (EKKE, 1995-98), président de l'Association grecque des sciences politiques (HPSA, 1992-98), professeur invité en sciences politiques au centre d'études avancées en sciences sociales de l'Institut Juan March (en) de Madrid (1997), et membre de nombreux comités et instituts de recherche en Grèce et à l'étranger. Il a été invité à la réunion du Groupe Bilderberg en 2000, alors qu'il est Défenseur du citoyen de Grèce.
Ses sujets de recherche couvrent trois domaines :
- la création de l’État moderne et les conflits politiques associés, principalement en Grèce au cours du XIXe siècle
- la démocratie et la transition démocratique, en particulier dans le contexte de la dictature grecque
- l'administration publique, en particulier l'institution de médiateur, la primauté du droit, et la pratique du système juridique « napoléonien » en Europe du Sud et du Sud-Est.

Entre 1998 et 2003, il est le premier Défenseur du citoyen de la Grèce. En 2003, il devient le deuxième à occuper le poste de Médiateur européen. Son mandat se termine en 2013.
Il est élu membre de l'Académie d'Athènes le 15 mai 2014.

## Parcours
- 1963 : B.A. de l'Université de l'Indiana grâce à une bourse
- 1964-1972 : Étudiant boursier à l'Université Columbia à New York, M.A. (1963), M.Phil. (1967) puis doctorat (1972)
- 1973-1977 : Chargé de cours à l'Université d'État de New York (au Département d'histoire et de sciences politiques du Orange County Community College (en))
- 1978-1983 : Chercheur boursier de la Fondation Fulbright en Grèce, professeur au Athens College (en)
- 1983-1988 : Directeur du programme Europe de l'Ouest-Moyen-Orient au Conseil de recherche en sciences sociales (SSRC) de New York
  - 1985-1988 : Président de l'Association pour les études grecques modernes (en) aux États-Unis
- 1988-2009 : Professeur agrégé au Département de science politique et d'administration publique, Université d'Athènes
  - 1988-1991 : Directeur de l'Institut grec des études internationales et stratégiques
  - 1992-1998 : Président de l'Association grecque des sciences politiques (HPSA)
  - 1995-1998 : Président du Centre national en recherche sociale (EKKE)
- 1998-2003 : Premier défenseur du citoyen en Grèce
- 2003-2013 : médiateur européen (élu le 15 janvier 2003)

### Décorations
- 2004 : Ordre du Phénix (Grèce)
- 2010 : Croix d'Or du Mérite (Pologne)